# 十字军行动
十字军行动或十字军作战是第二次世界大战期间西部沙漠战役中的一次军事行动，交火时间为1941年11月18日至1941年12月30日，交战双方为英国第八集团军与埃尔温·隆美尔指挥的北非轴心国部队（意大利与德国）。十字军行动的目标是摧毁轴心国在埃及-利比亚的前线防御、击败轴心国军事力量、解除对图卜鲁格的包围。作战以盟军胜利、轴心国撤军告终。